# Bönnigheim
Bönnigheim település Németországban, azon belül Baden-Württembergben. Lakosainak száma 8447 fő (2023. december 31.). Bönnigheim Sachsenheim és Erligheim községekkel határos.

## Népesség
| Lakosok száma | 5291 | 6099 | 6374 | 6250 | 6273 | 6796 | 7317 | 7579 | 7204 | 8447 |
|               | 1961 | 1968 | 1974 | 1981 | 1987 | 1994 | 2000 | 2007 | 2013 | 2023 |